# James Henry Craig

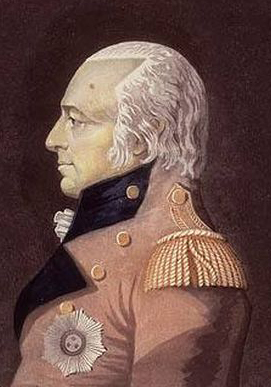
James Henry Craig, um 1811

Sir James Henry Craig, KB (* 1748 in Gibraltar; † 12. Januar 1812 in London) war ein britischer General und Kolonialverwalter.
Als 1795 die Niederlande unter die Napoleons Revolutionsregierung fiel, ging Erbstatthalter Wilhelm V. von Oranien-Diez nach England ins Exil. Eine Flotte unter General James Craig wurde erfolgreich nach Kapstadt entsandt, um die niederländische Kapkolonie vor den Franzosen zu besetzen. Die Kolonie wurde nach der Kapitulation in der Saldanhabucht (1796) bis 1802 nicht wieder an die Niederlande zurückgegeben.
Am 14. Januar 1797 wurde er zum Knight Companion des Order of the Bath erhoben, seine Investitur fand kriegsbedingt erst am 19. Mai 1803 statt.
1805 wurde er zum Anführer einer Expedition nach Italien ernannt. Die Expedition wurde jedoch nach der österreichischen Niederlage in der Schlacht bei Ulm abgebrochen.
Craig war von 1807 bis 1811 Generalgouverneur der Provinz Kanada und Gouverneur von Niederkanada. Craig war bestrebt, den Einfluss der Englisch sprechenden Bevölkerung im mehrheitlich französisch besiedelten Niederkanada zu erhöhen. Dazu ersetzte er die gesetzgebende Versammlung durch eine von ihm ernannte Regierung und untergliederte das Land in Grafschaften. Zusätzlich unterstützte er die Immigration aus Großbritannien und den USA in der Hoffnung, die französischstämmige Bevölkerung zu einer Minderheit zu machen. Von 1809 bis zu seinem Tod amtierte er als Colonel des 78th (Highlanders) Regiment of Foot.